# Schraubgetriebe

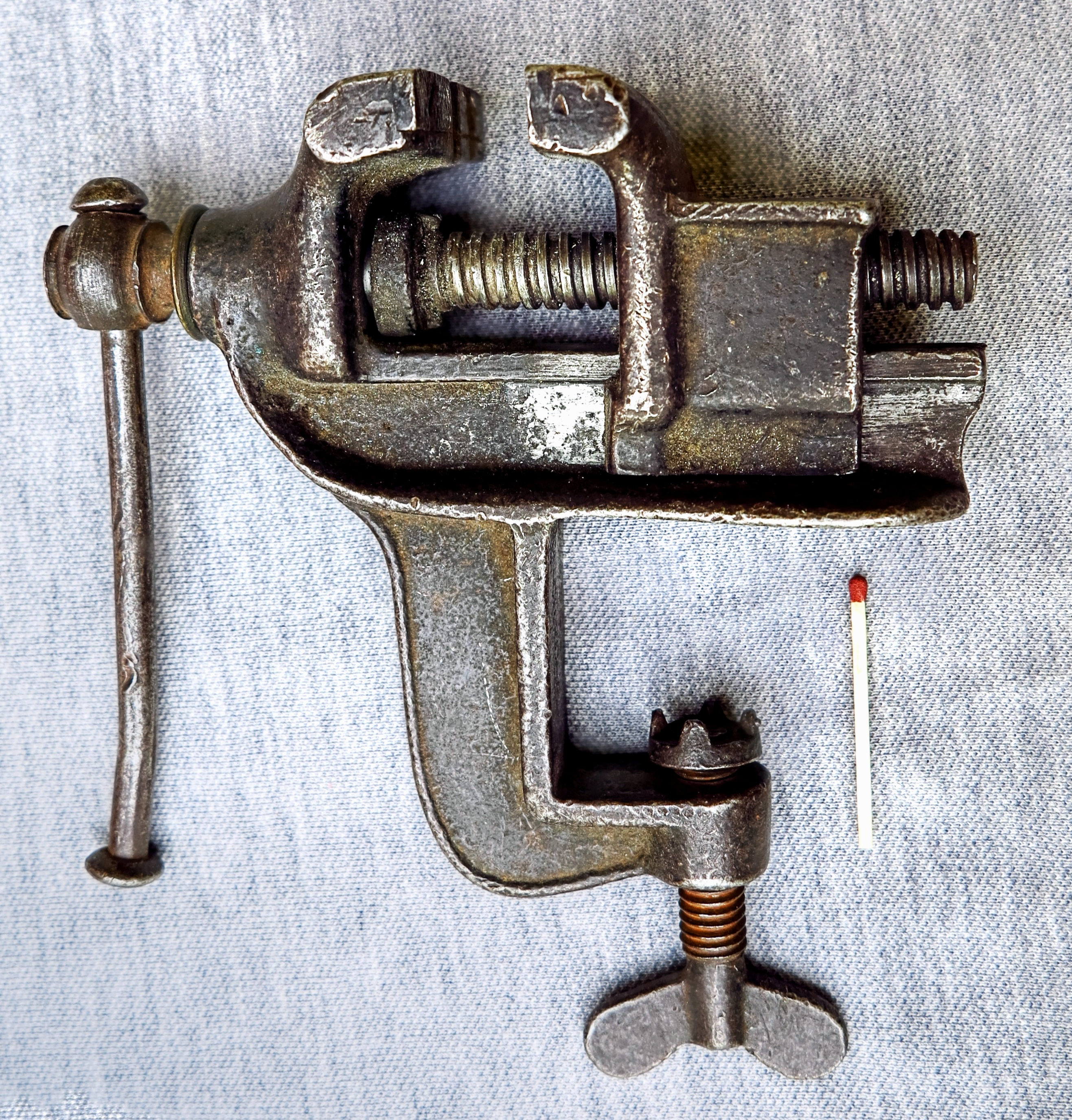
Schraubgetriebe in einem Schraubstock

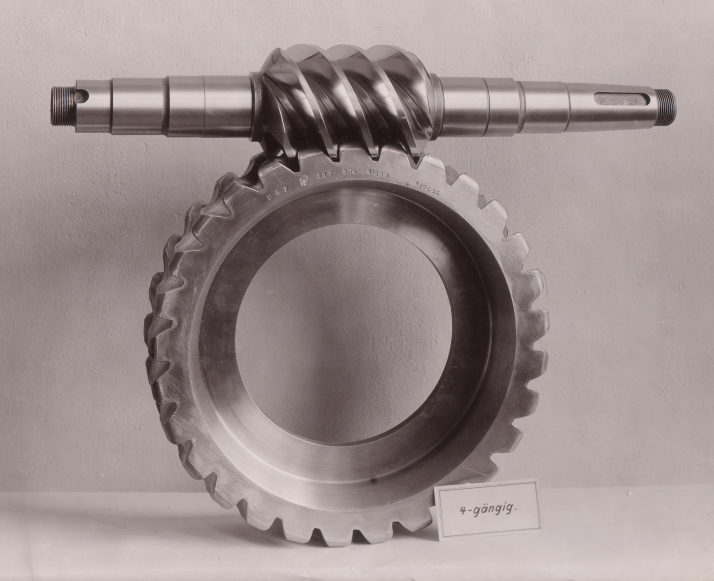
Schneckengetriebe (2-gängige Schneckenwelle)

Das Schraubgetriebe ist eine drehbeweglich bleibende Schraube-Mutter-Verbindung. Eines der beiden Bauteile ist drehbar, jedoch axial fixiert, das andere linear verschieblich im Gestell gelagert. Verbunden sind beide über ein Bewegungsgewinde.
Die Schraube (Gewindespindel) wird entweder von einem Bauteil mit Innengewinde umschlossen oder ein Sektor des Schraubgewindes treibt in der Art eines Schneckengetriebes eine Zahnstange an oder ein Zahnrad (Schneckenrad) an. Die Gewindespindel eines Schneckengetriebes wird auch als Schneckenwelle bezeichnet.

## Anwendungsbeispiel
Schraubgetriebe sind weit verbreitete Maschinenelemente, wenn es darum geht, große Kräfte aufzubringen oder exakte Bewegungen auszuführen. Bekannte Beispiele, die aus dem Alltag vertraut sind:
- Schraubstock
- Kfz-Wagenheber
- Spindelpresse (Kelter)
- Ventilspindel im Wasserhahn
- Schneckengang am Fotoobjektiv